# 352834 Málaga
352834 Málaga è un asteroide della fascia principale. Scoperto nel 2008, presenta un'orbita caratterizzata da un semiasse maggiore pari a 2,3754957 au e da un'eccentricità di 0,2721678, inclinata di 5,19646° rispetto all'eclittica.